# Frieda Nadig
Friederike Nadig (11 de dezembro de 1897 - 14 de agosto de 1970) foi uma política alemã do Partido Social Democrata (SPD). Uma das quatro mulheres membros do Parlamentarischer Rat que redigiu a Lei Básica para a República Federal da Alemanha em 1948/49, ela foi uma das Mães da Lei Básica (Mütter des Grundgesetzes).

## Vida
Friederike Charlotte Louise Nadig nasceu em Herford em 11 de dezembro de 1897. Seu pai Wilhelm Nadig, um marceneiro, era um político do SPD que serviu no Landtag da Prússia de 1919 a 1931. Sua mãe, Luise Henriette Friederike Drewes, era costureira. Depois de ser educada em uma Bürgerschule, Nadig completou o treinamento vocacional como balconista de vendas na cooperativa Konsumverein Herford  e trabalhou como vendedora de 1914 a 1920. De 1920 a 1922 estudou na Escola Social Feminina de Alice Salomon em Berlim, onde se formou como assistente social. A partir de 1922, ela agiu como uma jovem assistente social no escritório social da cidade de Bielefeld e foi voluntária na Arbeiterwohlfahrt, uma organização de ajuda social. Em maio de 1933, Nadig foi sumariamente demitida de seu emprego por "falta de confiabilidade"  com base em sua "atitude marxista"  e na Lei Nazista para a Restauração do Serviço Civil Profissional. Após três anos de desemprego e dificuldades causadas pelas razões políticas de sua demissão, ela conseguiu um cargo no escritório de saúde pública de Ahrweiler no início de 1936 e lá permaneceu até o final da guerra, usando sua influência para proteger as pessoas contra as leis de eutanásia nazistas.

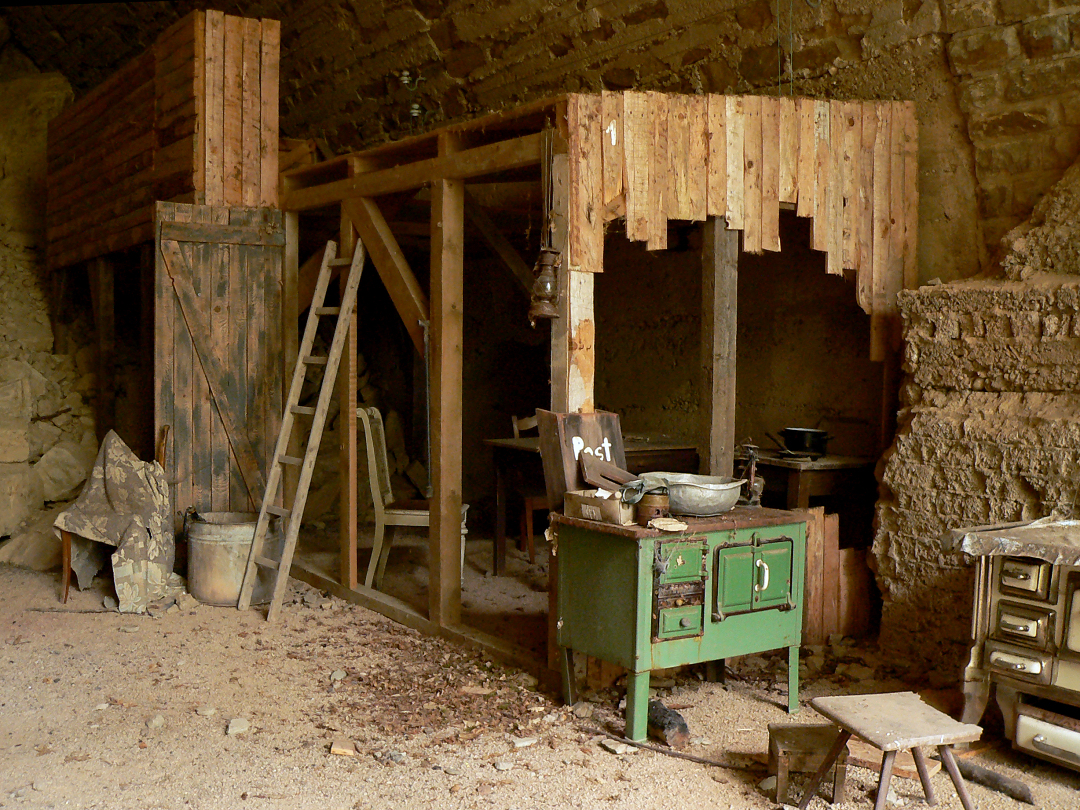
Abrigo reconstruído no túnel Silberberg

Em 1944/45, ela estava entre os 2.500 residentes de Ahrweiler que viviam temporariamente no túnel Silberberg, um túnel (parte do Aterro Ferroviário Estratégico nunca concluído) em uma montanha próxima que foi usado como abrigo de ataques de bombas dos aliados.  Em 1946, após uma consulta de Nadig, a cidade de Bielefeld anulou sua demissão de 1933, mas Nadig assumiu um cargo assalariado no Arbeiterwohlfahrt Westfalen-Ost, onde estava envolvida na criação de casas de repouso e creches. Ela se aposentou do Arbeiterwohlfahrt em 1966, como diretora administrativa do escritório regional. Nadig morreu em Bad Oeynhausen em 14 de agosto de 1970.

## Carreira política
Nadig tornou-se membro da Arbeiterjugend (juventude operária) em 1914 e ingressou no SPD em 1916. Depois de ganhar reputação como especialista em questões da juventude e das mulheres dentro do SPD regional, ela foi eleita como membro da dieta provincial de Vestfália em 1929 e novamente em 1933, pouco antes de a dieta provincial ser dissolvida.  Na era nazista, ela não tinha permissão para ser politicamente ativa.
Após o fim da guerra, Nadig ajudou a reconstruir o SPD em Bielefeld e em Ostwestfalen. Em 1947, ela se tornou membro do Conselho da Zona de Ocupação Britânica e mais tarde foi eleita membro do Landtag da Renânia da Norte-Vestfália, servindo de 20 de abril de 1947 a 17 de junho de 1950. Em 1948, ela foi enviada ao Parlamentarischer Rat em Bonn como representante da  Landtag da Renânia da Norte-Vestfália.
Nadig foi membro do parlamento alemão Bundestag de 1949 a 1961, vencendo a eleição como candidata ao cargo três vezes, nos distritos eleitorais de Bielefeld-Stadt e Bielefeld-Halle. Seu principal trabalho político foi sobre a igualdade das mulheres no casamento e no direito da família. 

## Influência no Conselho Parlamentar
Nadig foi uma das quatro mulheres membros do Conselho Parlamentar, as quatro "Mães da Lei Básica". Ela foi um dos 12 membros do Grundsatzausschuss, o comitê responsável pelos princípios fundamentais.  Ela e Elisabeth Selbert foram fundamentais para garantia de direitos iguais para as mulheres incluída na Lei Básica, e foi Nadig quem propôs a moção de emenda do SPD para incluir a frase "homens e mulheres têm direitos iguais"  em a sessão do comitê em 30 de novembro de 1948. A moção foi rejeitada pela comissão naquele dia e pelo Hauptausschuss , o comitê coordenador, em 3 de dezembro de 1948. Selbert e Nadig organizaram um amplo protesto de mulheres em toda a sociedade alemã, e um grande número de cartas e resoluções de mulheres e organizações de mulheres chegaram ao Conselho Parlamentar.  O comitê coordenador então aprovou a emenda de direitos iguais por unanimidade em 18 de janeiro de 1949. Nadig tentou incluir explicitamente o direito à igualdade salarial, mas o comitê coordenador decidiu que isso já estava implícito na declaração de direitos iguais, no entanto, isso acabou não sendo o caso na prática.

Nadig também tentou garantir direitos iguais para crianças nascidas fora do casamento  e trabalhou para garantir o direito à objeção de consciência na Lei Básica.